# Spechbach-le-Haut
Spechbach-le-Haut är en kommun i departementet Haut-Rhin i regionen Grand Est (tidigare regionen Alsace) i nordöstra Frankrike. Kommunen ligger i kantonen Altkirch som tillhör arrondissementet Altkirch. År 2018 hade Spechbach-le-Haut 655 invånare.

## Befolkningsutveckling
Antalet invånare i kommunen Spechbach-le-Haut
| Referens: INSEE |